# Ivanka Brglez
Ivanka Brglez, slovenska veterinarka, * 25. april 1929, Videm pri Ptuju.

## Življenje in delo
Ivanka Brglez, sestra veterinarja J. Brgleza, je diplomirala 1955 na zagrebški Veterinarski fakulteti in prav tam 1960 tudi doktorirala. Iz mikrobiologije se je specializirala v Zagrebu, Bernu, Müncnhnu, Pragi in Londonu. Leta 1980 je bila izvoljena za redno profesorico mikrobiologije na Biotehniški fakulteti v Ljubljani. Je članica newyorške akademije znanosti. Sama ali s sodelavci je objavila več znanstvenih in strokovnih razprav tako v domači kot tuji literaturi. Mdr. je bila urednica Veterinarskega terminološkega slovarja in tudi strokovnega področja za veterinarstvo pri Enciklopediji Slovenije. 

## Nagrade
Leta 1988 je s soavtorico prejela Nagrado Sklada Borisa Kidriča za pomembne rezultate pri načrtovanju zatiranja in preprečevanja okužbe s Str. agalactiae pri govedu predvsem pa pri človeku .
Občina Videm je leta 2003 Ivanki Brglez podelila naziv častne občanke. Univerza v Ljubljani jo je 2014 imenovala za zaslužno profesorico.